# ASz-21

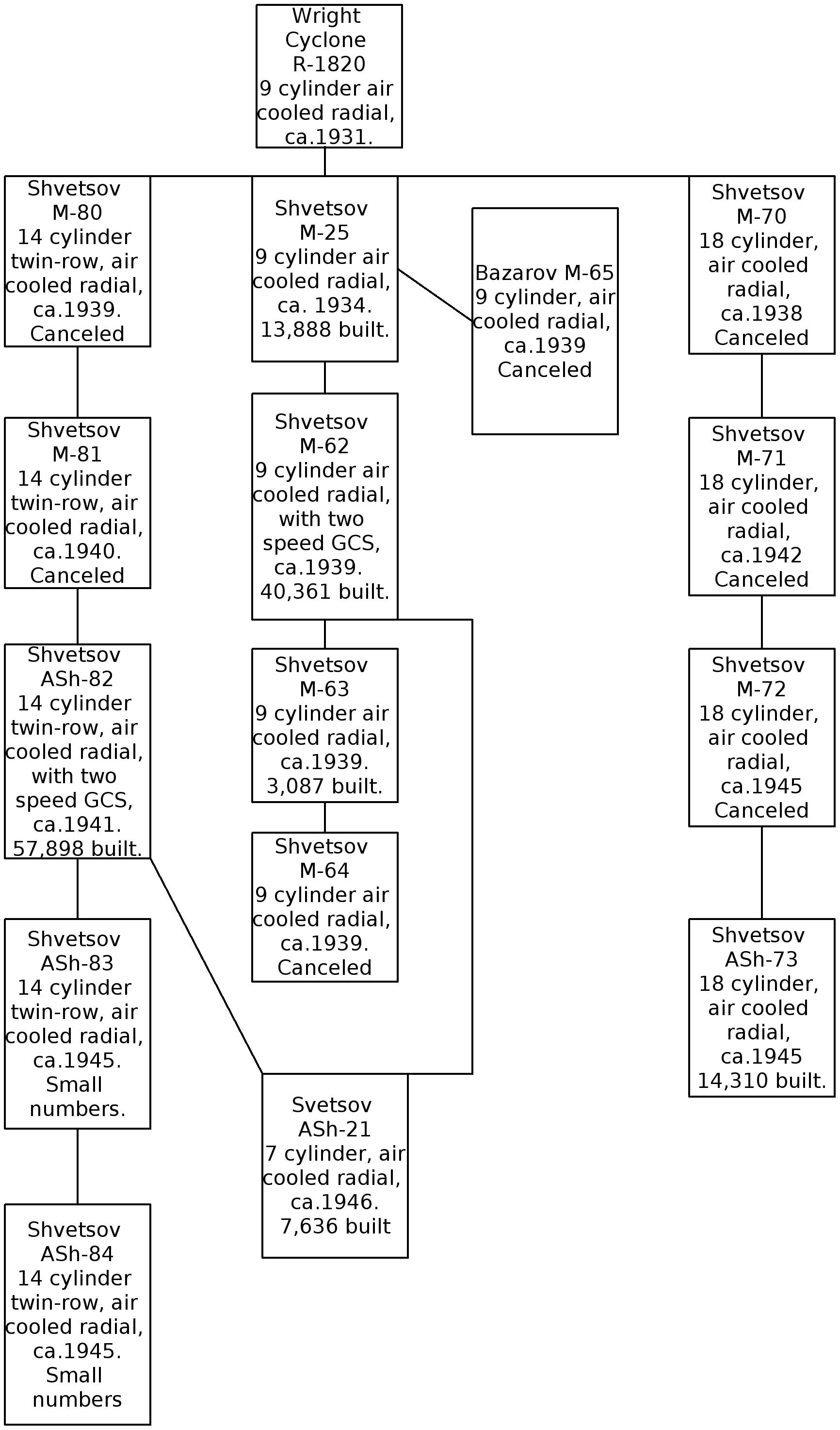
Rozwój silników Arkadija Szwecowa

ASz-21 – radziecki 7-cylindrowy silnik gwiazdowy skonstruowany w biurze konstrukcyjnym Szwiecowa. Silnik zbudowany w układzie pojedynczej gwiazdy, czterosuwowy, chłodzony powietrzem o mocy maksymalnej 700 KM.
Silnik ASz-21 był zubożoną (uproszczoną) wersją silnika ASz-82. Prototyp silnika powstał w 1945 roku. Produkcja seryjna w latach 1947-1955 oraz w latach 1953-1962 pod oznaczeniem M-21 w czechosłowackich zakładach Avia. Wyprodukowano ponad 7600 egzemplarzy tego silnika, głównie dla samolotu szkolno-treningowego Jak-11.

## Dane techniczne silnika
- Układ: 7-cylindrowy gwiazdowy[1]
- Chłodzenie: powietrze[1]
- Średnica silnika: 1267 mm
- Długość silnika: 1372 mm
- Masa suchego silnika: 487 kg
- Średnica cylindra: 155,5 mm
- Skok tłoka: 155 mm
- Całkowita pojemność silnika: 20,61 dcm³
- Stopień sprężania: 6,4
- Moc startowa: 515,2 kW (700 KM)
- Moc maksymalna: 700 KM (2500 obr./min)[1]
- Moc nominalna: 570 KM (2350 obr./min)[1]
- Maksymalna dopuszczalna prędkość obrotowa: 2500 obr./min
- Minimalna prędkość obrotowa: 570 obr./min

## Zastosowanie
- Jak-11
- Jak-16
- Be-8
- Be-30